# Champua
Champua là một thị trấn thống kê (census town) của quận Kendujhar thuộc bang Orissa, Ấn Độ.

## Địa lý
Champua có vị trí 22°05′B 85°40′Đ / 22,08°B 85,67°Đ Nó có độ cao trung bình là 346 mét (1135 foot).

## Nhân khẩu
Theo điều tra dân số năm 2001 của Ấn Độ, Champua có dân số 8310 người. Phái nam chiếm 53% tổng số dân và phái nữ chiếm 47%. Champua có tỷ lệ 75% biết đọc biết viết, cao hơn tỷ lệ trung bình toàn quốc là 59,5%: tỷ lệ cho phái nam là 81%, và tỷ lệ cho phái nữ là 68%. Tại Champua, 14% dân số nhỏ hơn 6 tuổi.